# Baréin en los Juegos Olímpicos de Seúl 1988
Baréin estuvo representado en los Juegos Olímpicos de Seúl 1988 por un total de 7 deportistas masculinos que compitieron en 3 deportes.
El portador de la bandera en la ceremonia de apertura fue el atleta Ahmed Hamada. El equipo olímpico bareiní no obtuvo ninguna medalla en estos Juegos.